# 哈通哈薩山
14°13′15″S 72°29′34″W / 14.22083°S 72.49278°W
哈通哈薩山（Hatun Q'asa），是秘魯的山峰，位於該國南部阿普里馬克大區，由安塔班巴省的奧羅佩薩區負責管轄，屬於安地斯山脈的一部分，海拔高度5,000米。